# Aponogeton cuneatus
Aponogeton cuneatus är en enhjärtbladig växtart som beskrevs av Surrey Wilfrid Laurance Jacobs. Aponogeton cuneatus ingår i släktet Aponogeton och familjen Aponogetonaceae.
Artens utbredningsområde är Queensland. Inga underarter finns listade.